# إيوتا
ايوتا (باليونانية:ἰῶτα) هو الحرف التاسع من الأبجدية الإغريقية, يأخذ الحرف شكلين الكبير (Ι) والصغير (ι). وهو مأخوذ من الحرف الفينيقي يد (ي).